# Joe Dumars
Joe Dumars III, född 24 maj 1963 i Shreveport i Louisiana, är en amerikansk före detta professionell basketspelare (shooting guard) som tillbringade 14 säsonger (1985–1999) i den nordamerikanska basketligan National Basketball Association (NBA), där han spelade för Detroit Pistons. 

## Biografi
Under sin karriär gjorde Dumars 16 401 poäng (16,1 poäng per match), 4 612 assists och 2 203 rebounds, räddningar från att bollen ska hamna i nätkorgen, på 1 018 grundspelsmatcher. Dumars har vunnit tre NBA-mästerskap med Pistons, två som spelare (1988–1989 och 1989–1990) och en som ledare (2003–2004).
Dumars draftades av Detroit Pistons i första rundan i 1985 års draft som 18:e spelare totalt.
1994 ingick Dumars i USA:s Dream Team II när de vann guld vid världsmästerskapet, som spelades i Hamilton och Toronto i Ontario i Kanada. 2006 blev han invald till Naismith Memorial Basketball Hall of Fame.